# Полагана предаја
Полагана предаја је хрватски дугометражни филм из 2001. године

## Радња
Петар Горјан четрдесетгодишњи је успешан промотер и цинични стратег потрошачког друштва који се суочава с породичном и кризом идентитета. Креће на пут из Загреба за Дубровник, превозећи у теренском возилу хуманитарну помоћ. На путу му се против његове воље придружују помало ментално болестан младић Лукас и девојка луталица.

## Награде
Пула 2001. - Велика златна арена за филм; Златна арена за сценографију; Златна арена за музику; Златна арена за главну мушку улогу; Златна арена за главну женску улогу